# Ганга-Ямуна Тахзиб
 Ганга-Ямуна Тахзиб  (Хиндустани: गंगा जमुनी तहज़ीब, گنگا جمنی تھذیب, культура Ганга-Ямуна) — термин, используемый для культуры центральной равнины Северной Индии, особенно области Доаб, от Ганги и реки Ямуна. Тахзиб в переводе с урду означает «этикет», это культура, которая рассматривается как синтез индуистских и мусульманских элементов.
Индийский поэт Кабир — один из лучших примеров философии Ганга-Ямуна Тахзиб;
| Деванагари                                          | Насталик                                                                | Транслит                                                                        | Перевод |
| --------------------------------------------------- | ----------------------------------------------------------------------- | ------------------------------------------------------------------------------- | --- |
| जपे कोई रहीम रहीम कोई जपे है राम दास कबीर है प्रेम पुजारी दोनों परनाम को | کوئی جپے رحیم رحیم کوئی جپے ہے رام داس کبیر ہے پریم پجاری دونو پرنام کو | Koi jape rahim rahim Koi jape hai ram Das Kabir hai prem pujari Dono ko parnaam | Молят О! Милостивый, Милосердный Некоторые поют О! Рама! Кабир поклоняющийся истинной любви Приветствует их обоих |

Регион Авадах в штате Уттар-Прадеш, как правило, считается центром этой культуры. Праяградж, Лакхнау, Канпур, Файзабад-Айодхья, и Варанаси (Бенарес) являются центрами этой культуры.
Дели исторически является примером Ганга-Ямуна Тахзиб; с его знаменитым диалектом Khariboli, будучи одним из центров рождения языка урду, на котором писали такие поэты как Амир Хосров Дехлеви, Галиб, Заук, Дааг Дехлеви, Нида Фазли и многие другие. Дели также сформировал особую музыку в этом стиле, Каввали и образовав музыкальную традицию Делийской Гхараны.
Хайдарабад, столица Андхра Прадеш в южной и центральной части Индии, также является примером общей гармонии.
Навабы Ауда были вдохновителями этой культуры.
В классической индийской музыке выдающимся представителем этой культуры был исполнитель на шехнае — Устад Бисмилла Хан, мусульманин, живший в одном из центров индуизма — Бенаресе.

## Список литературы
1. ↑  Steven Wesley Ramey, Hindu, Sufi, or Sikh: contested practices and identifications of Sindhi Hindus in India and beyond, Macmillan, 2008, ISBN 978-0-230-60832-0 {{citation}}: Указан более чем один параметр |ISBN= and |isbn= (справка) Источник. Дата обращения: 9 марта 2018. Архивировано 19 марта 2018 года.
2. ↑  Socialist Party (India), Janata, Volume 62 Источник. Дата обращения: 9 марта 2018. Архивировано 27 сентября 2021 года.
3. ↑  Malika Mohammada, The foundations of the composite culture in India, Aakar Books, 2007, ISBN 978-81-89833-18-3, Архивировано 10 марта 2024, Дата обращения: 9 марта 2018 {{citation}}: Указан более чем один параметр |ISBN= and |isbn= (справка) Источник. Дата обращения: 9 марта 2018. Архивировано 3 января 2014 года.
4. ↑  Festival has origin in city’s composite culture Архивная копия от 3 ноября 2012 на Wayback Machine, TNN, 13 May 2009, 06.52am IST
5. ↑  Karbala revisited Архивная копия от 11 ноября 2013 на Wayback Machine, Express News Service, Saturday , 12 February 2005
6. ↑  Plaint Of Ayodhya Архивная копия от 11 ноября 2013 на Wayback Machine, The Financial Express, Sunday, 22 Aug 2004 at 0000 hrs IST
7. ↑  Twin towns welcome verdict with humility, grace Архивная копия от 5 ноября 2010 на Wayback Machine, Deccan Chronicle, 1 October 2010
8. ↑  An apt reflection of Ganga-Jamuni tehzeeb Архивная копия от 3 ноября 2012 на Wayback Machine, Naveen Kumar, TNN, 25 Sep 2009, 10.09pm IST
9. ↑  Stories behind the masks Архивная копия от 11 ноября 2013 на Wayback Machine, Shailaja Tripathi, NEW DELHI, 4 November 2010, The Hindu
10. ↑  Ganga-Jamuni tehzeeb helps maintain peace. Дата обращения: 9 марта 2018. Архивировано 4 марта 2016 года.
11. ↑  Ganga-Jamuni tehzeeb: Temple serving Iftar Dates to 5 Mosques in Hyderabad. Дата обращения: 9 марта 2018. Архивировано 24 сентября 2015 года.
12. ↑  Descendants of Nawabs keep Holi traditions alive Архивная копия от 10 марта 2018 на Wayback Machine, The Indian Express, Tue 10 March 2009, 15:35 hrs